# Pallavolo ai XX Giochi dei piccoli stati d'Europa - Torneo femminile
Il torneo femminile di pallavolo ai XX Giochi dei piccoli stati d'Europa si è svolto dal 27 al 31 maggio 2025 ad Andorra la Vella, in Andorra, durante i XX Giochi dei piccoli stati d'Europa: al torneo hanno partecipato cinque squadre nazionali europee dei piccoli stati e la vittoria finale è andata per la seconda volta al Lussemburgo.

## Impianti
| |  |  |
| |  |  |
| Complex Esportiu i Sociocultural d'Encamp Città: Andorra la Vella Capienza: 250 Anno d'apertura: ? |  |  |

## Regolamento

### Formula
La formula ha previsto un girone all'italiana.

### Criteri di classifica
Se il risultato finale è stato di 3-0 o 3-1 sono stati assegnati 3 punti alla squadra vincente e 0 a quella sconfitta, se il risultato finale è stato di 3-2 sono stati assegnati 2 punti alla squadra vincente e 1 a quella sconfitta.
L'ordine del posizionamento in classifica è stato definito in base a:
- Numero di partite vinte;
- Punti;
- Ratio dei set vinti/persi;
- Ratio dei punti realizzati/subiti;
- Risultati degli scontri diretti.

## Squadre partecipanti
| Squadra     | Qualificazione | Ultima partecipazione |
| ----------- | -------------- | --------------------- |
| Andorra     | Wild card      | ?                     |
| Cipro       | Wild card      | Montenegro 2019       |
| Lussemburgo | Wild card      | Montenegro 2019       |
| Monaco      | Wild card      | ?                     |
| San Marino  | Wild card      | Montenegro 2019       |

## Torneo

### Risultati
| 27 maggio 2025 Complex d'Encamp, Andorra la Vella Durata: ? - Spettatori: ? | Lussemburgo | 3 - 0 | Monaco      | 25-22, 25-14, 25-17               |
| 27 maggio 2025 Complex d'Encamp, Andorra la Vella Durata: ? - Spettatori: ? | Andorra     | 0 - 3 | Cipro       | 16-25, 11-25, 16-25               |
| 28 maggio 2025 Complex d'Encamp, Andorra la Vella Durata: ? - Spettatori: ? | San Marino  | 0 - 3 | Lussemburgo | 26-28, 23-25, 9-25                |
| 28 maggio 2025 Complex d'Encamp, Andorra la Vella Durata: ? - Spettatori: ? | Andorra     | 0 - 3 | Monaco      | 10-25, 10-25, 15-25               |
| 29 maggio 2025 Complex d'Encamp, Andorra la Vella Durata: ? - Spettatori: ? | Cipro       | 3 - 0 | Monaco      | 25-17, 25-20, 25-19               |
| 29 maggio 2025 Complex d'Encamp, Andorra la Vella Durata: ? - Spettatori: ? | San Marino  | 3 - 0 | Andorra     | 25-22, 25-9, 25-11                |
| 30 maggio 2025 Complex d'Encamp, Andorra la Vella Durata: ? - Spettatori: ? | Cipro       | 3 - 0 | San Marino  | 25-18, 25-22, 25-13               |
| 30 maggio 2025 Complex d'Encamp, Andorra la Vella Durata: ? - Spettatori: ? | Lussemburgo | 3 - 0 | Andorra     | 25-16, 25-18, 25-21               |
| 31 maggio 2025 Complex d'Encamp, Andorra la Vella Durata: ? - Spettatori: ? | Monaco      | 3 - 0 | San Marino  | 25-14, 25-11, 25-20               |
| 31 maggio 2025 Complex d'Encamp, Andorra la Vella Durata: ? - Spettatori: ? | Lussemburgo | 3 - 2 | Cipro       | 16-25, 26-28, 25-19, 25-15, 25-11 |

### Classifica
| Pos. | Squadra     | Pt | G | V | P | SV | SP | Ratio | PF  | PS  | Ratio |
| ---- | ----------- | -- | - | - | - | -- | -- | ----- | --- | --- | ----- |
| 1.   | Lussemburgo | 11 | 4 | 4 | 0 | 12 | 2  | 6,000 | 345 | 264 | 1,306 |
| 2.   | Cipro       | 10 | 4 | 3 | 1 | 11 | 3  | 3,666 | 323 | 269 | 1,200 |
| 3.   | Monaco      | 6  | 4 | 2 | 2 | 6  | 6  | 1,000 | 259 | 230 | 1,126 |
| 4.   | San Marino  | 3  | 4 | 1 | 3 | 3  | 9  | 0,333 | 231 | 270 | 0,855 |
| 5.   | Andorra     | 0  | 4 | 0 | 4 | 0  | 12 | 0,000 | 175 | 300 | 0,583 |

## Classifica finale
| Pos     | Squadra     | Rosa |
| ------- | ----------- | --- |
| Oro     | Lussemburgo | Formazione: 2 Mulli, 4 Schneider, 6 Grüneklee, 7 Teso, 9 Tarantini, 11 Feller, 16 Schaack, 17 Vilvert, 18 Van Elslande, 19 Fraschetti, 20 Tarantini, 25 Picht, 31 Chambers, 32 Dufková, CT: Aiuto            |
| Argento | Cipro       | Formazione: 1 Mudritskaya, 2 David, 3 Hudima, 4 Kouta, 7 Karabinovich, 8 Chitziou, 10 Chimonides, 12 Prokopiou, 13 Iordanou, 14 Georgiou, 15 Tsoutsouki, 16 Siapani, 17 Christoforou, 18 Siapani, CT: Quarta |
| Bronzo  | Monaco      | Formazione: 3 Schubler, 4 Enza, 5 Da Moura, 9 Oujani, 10 Dembelé, 11 Sartorelli, 12 Erhart, 13 Hieulle, 14 Hahn, 15 Poulain, 17 Proaskat, 19 Bouyahia, CT: Hamzaou                                           |
| 4.      | San Marino  | Formazione: 3 Muccioli, 4 Ghinelli, 5 Guerra, 6 Menicucci, 11 Pasolini, 12 Pedrelli, 18 Magalotti, 19 Tiezzi, 20 Tura, 22 De Gregorio, 23 Zanotti, 28 Stefanelli, CT: Lucchi                                 |
| 5.      | Andorra     | Formazione: 1 Pijuan, 3 Tenório, 7 Vasileva, 8 Barrio, 9 Ferrer, 10 García, 14 López, 16 Romano, 17 Pushong, 22 Boix, 23 Ivanova, 25 Garcia, 26 dos Santos, 81 Carrera, CT: Garrido                          |